# Arrastrero de Brixham

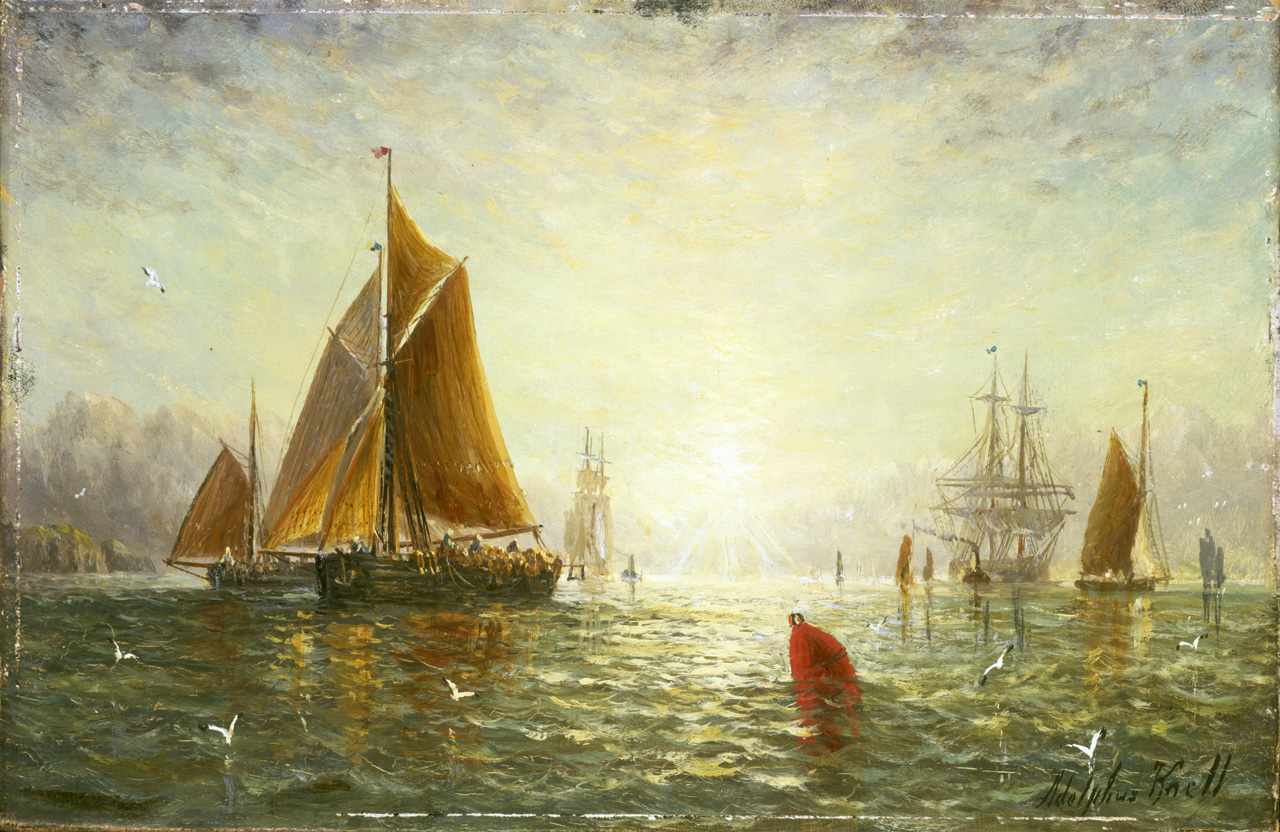
Pintura de A Brixham trawler por William Adolphus Knell. La pintura se encuentra ahora en el Museo Marítimo Nacional.

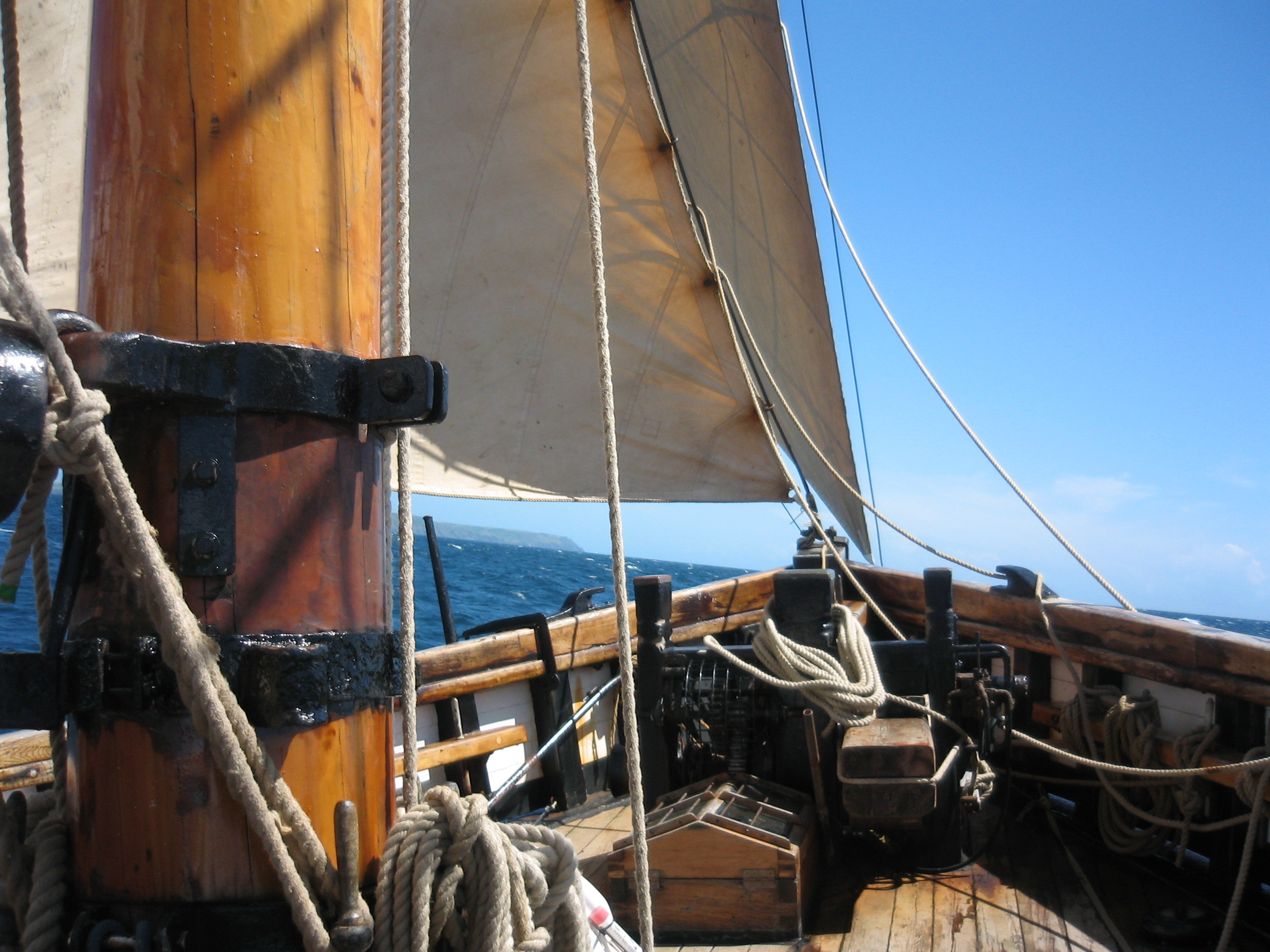
Mirando hacia proa en la cubierta del arrastrero de Brixham Leader, navegando a vela frente a la costa sur de Inglaterra. Julio de 2008.

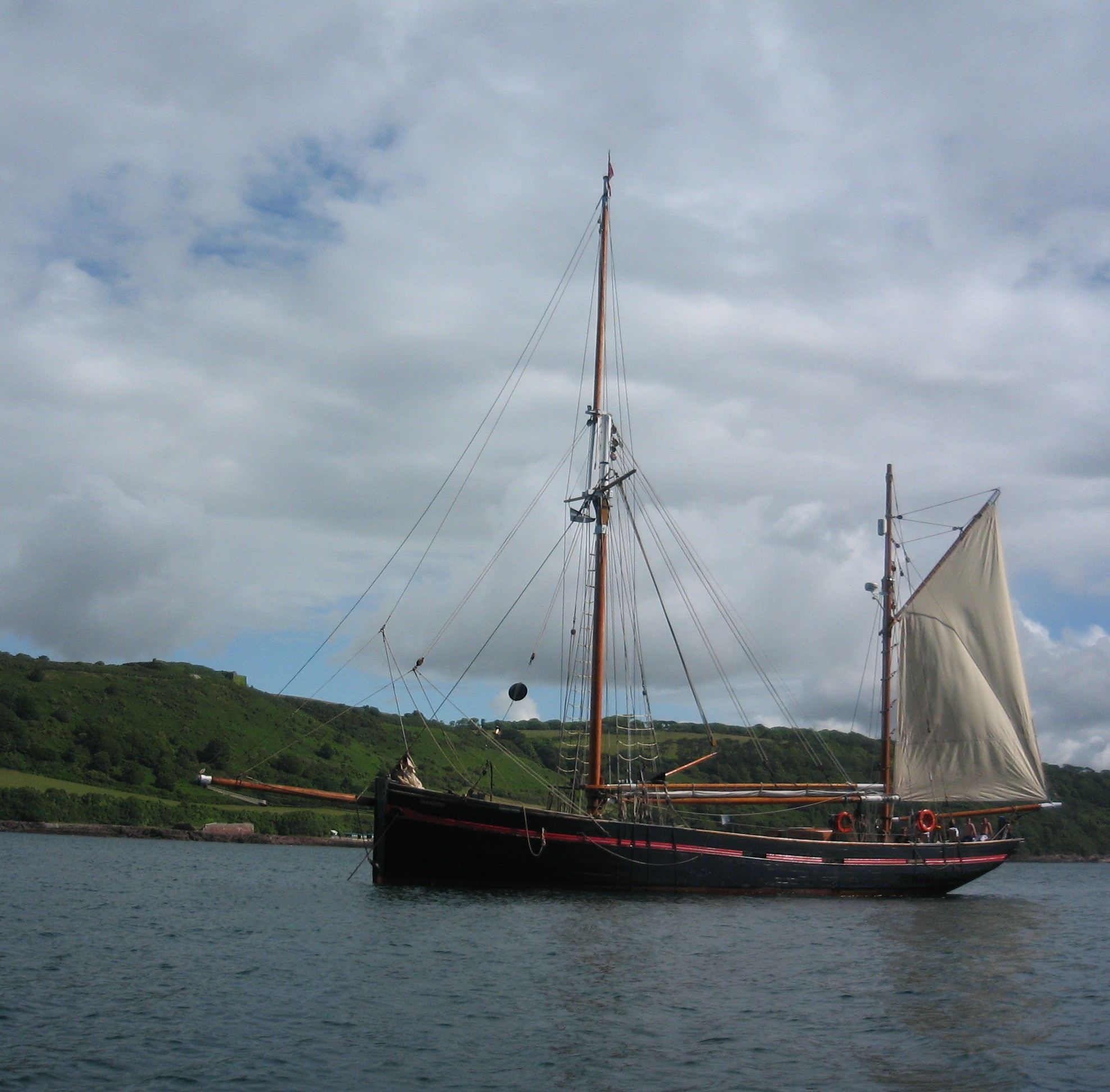
El arrastrero de Brixham Leader fondeado frente a Cawsand, cerca de Plymouth. Julio de 2008.

Un arrastrero de Brixham es un tipo de arrastrero pesquero de madera para alta mar construido por primera vez en Brixham en Devon, Inglaterra, en el siglo XIX y conocido por su gran velocidad. El diseño fue copiado por constructores de barcos de toda Gran Bretaña, y algunos fueron vendidos a pescadores de otros países en el Mar del Norte.
El arrastrero de Brixham era un pesado barco de desplazamiento de unos 60-80 pies de eslora sobre cubierta, con una larga quilla recta, una roda vertical recta, normalmente una popa en abanico, y un francobordo bajo para facilitar el manejo de las redes, aunque esta característica se disimulaba con altas amuradas.  Los arrastreros de Brixham llevaban un aparejo de trinquete alto, a menudo con velamen de queche aunque también simplemente un gran sloop, que era lo suficientemente potente como para llevarlos rápidamente hacia y desde los caladeros y para remolcar grandes redes de arrastre. El conocido aerodinamista de yates y navegante C. A. Marchaj comentó sobre el tipo: «Con poca superficie de quilla, estos barcos carecían de resistencia a la intemperie en comparación con el Quay Punt... No sin razón, los pescadores de la costa noreste juraban que la pata de proa los llevaba a barlovento.»
Brixham llegó a tener una flota de 400 embarcaciones de este tipo, cuyas distintivas velas rojas se recubrían con ocre rojo local para su protección. Otras flotas estaban en Lowestoft con 375 arrastreros, 450 en Hull, 625 en Great Yarmouth y 840 en Grimsby, con un número menor en otros lugares. Sólo cinco permanecen a flote. Uno de ellos, el Provident (BM28), participó en el Thames Diamond Jubilee Pageant. En 2020 sólo dos arrastreros de Brixham existentes tienen su base en Brixham. Ambos construidos por J W & A Uphams. El Pilgrim (1895) y el Vigilance (1928). En 2022, el Vigilance recibió una subvención de 2.000 libras para su renovación del fondo de caridad de la Royal Warrant Holders Association como parte de los premios Queen's Platinum Jublilee. 

## En la cultura popular
En la novela de Kingsley Amis de 1968 Coronel Sun, James Bond dice que una vez pasó varios meses sirviendo a bordo de un pesquero de Brixham, lo que sugiere la Operación Postmaster.

## Rescate
El 1 de enero de 1915, la tripulación del Provident BM291 rescató a 71 marineros del HMS Formidable, torpedeado y hundido por un U-boat alemán en el Canal de la Mancha durante la noche en medio de un vendaval.